# Țepeș Vodă (Constanța)
Țepeș Vodă (antiguamente Chior-Ceșme) es una localidad rumana de la comuna de Siliștea, en el condado de Constanța.

## Toponimia
El antiguo nombre del lugar puede encontrarse escrito con grafías como Chior-Ceşme y Kior-Ceşme. Pasó a llamarse Țepeș Vodă.

## Historia
Hacia comienzos del siglo XX, la localidad, que ya por entonces pertenecía al condado de Constanța, formaba parte de la comuna de Taș-Punar y tenía una población compuesta mayoritariamente por rumanos y tártaros.
En la segunda mitad del siglo XX la localidad había pasado a formar parte de la comuna de Siliștea. En el censo de 2021 la localidad tenía una población de 608 habitantes.